# 凱瑞·伍德
凱瑞·李·伍德（英語：Kerry Lee Wood，1977年6月16日—），出生於美國德州歐文，是美國職棒大聯盟克里夫蘭印地安人隊右投手。伍德在1998年到2003年間，共有四個球季送出超過200次三振。其中，2003年三振數高達266次。最近幾年，伍德受到肩膀傷勢影響，從05年開幕日到06年中旬只先發14場。2007年，伍德以後援投手的身分重回球場，並在2008年擔任隊上的終結者。2010年，伍德經由交易成為紐約洋基救援投手。2011年，回前東家芝加哥小熊。2012年5月18日宣佈退休。

## 早年生活
伍德高中前三年就讀於德州歐文的麥克阿瑟高中，他在棒球場上的優異表現讓他成為學校的名人。最後一年他轉學至 Grand Prairie High School，繼續展現主宰棒球場的實力。

## 職業生涯

### 芝加哥小熊

#### 1995-1998
1995年，芝加哥小熊在第一輪第四順位選進伍德。之後他在小聯盟待了三年。1996年，他在高階1A的德多那小熊繳出了10勝2敗的優異成績。之後升上3A的愛荷華小熊。

#### 1998
1998年4月12日，被視為頂級新秀的伍德首度在大聯盟登場。1998年5月6日，僅是生涯第五場先發的伍德，以一安打、沒有四壞球保送（有一次觸身球）、20次三振的優異表現完封休士頓太空人。20次三振追平羅傑·克萊門斯所保持的單場9局最多三振數紀錄，並打破1980年Bill Gullickson所保持的新秀單場18次三振的紀錄。到目前為止，伍德與鮑伯·費勒是唯兩位單場投出與自己年齡相同三振數的投手（17歲的費勒在1936年單場投出17次三振）。許多人將這場比賽視為棒球史上最具主宰力的投手表現。
伍德在1998年球季拿下13勝6敗。儘管他最後一個月因手肘疼痛而缺賽，不過依然拿下國聯年度最佳新人。他在季後賽先發一場，敗給亞特蘭大勇士。

#### 1999–2003
1999年春訓，伍德動了右肩的Tommy John手術，也因此錯過了整個球季。
伍德在2000年回到球場，只留下8勝7敗的成績。但隔年，他再度展現過去的宰制力。2001年起，他連續三季展現了他過去的優秀實力。該球季他拿下12勝 6敗，防禦率3.36。2002年，伍德以12勝11敗，防禦率3.67結束該球季，但更重要的是他沒有錯過任何一場先發，創下生涯最高的213.6局及 33次先發。這兩個球季他皆送出217次三振。
2003年，伍德繳出生涯最佳的266次三振，14勝，防禦率3.20，兩次完封的成績單，但100次保送及被轟出24支全壘打也是歷年最高。這年他被選為國聯明星隊，並幫助小熊進入季後賽。
伍德在與亞特蘭大勇士的分區系列賽中拿下兩勝，並在2003年國聯冠軍賽第三戰擔任先發，該場小熊在延長賽中獲勝。不過，小熊最終在第七戰敗給當年的世界大賽冠軍佛羅里達馬林魚。在國聯冠軍賽第七戰，伍德轟出自1984年Rick Sutcliffe以來第一支由投手所擊出的全壘打。然而馬林魚最終以9比6淘汰了小熊，伍德吞下敗投。

#### 2004–2006
2004年，伍德僅拿下8勝9敗，另外有將近兩個月的時間，因三頭肌扭傷而缺席。
2005年，伍德繼續在球場上掙扎。2005年8月31日，伍德再次動手術，該季提前結束。在2006年的春訓期間，他因其他傷勢再次進行手術，並降至小聯盟進行復健。2006年5月18日，伍德重新回到小熊的投手輪值表，但在主場敗給華盛頓國民。六月，他因肩膀頭痛而進入傷兵名單。七月，小熊證實伍德旋轉肌受傷，將錯過該季剩餘的比賽。2006年球季結束，小熊選擇執行選擇權，買斷伍德剩餘的1300萬合約。

#### 2007–2008

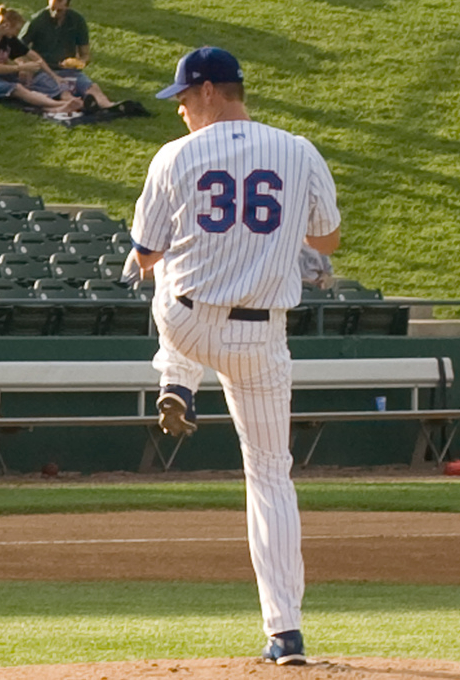
2007年7月，伍德在1A皮歐利亞酋長的投球

2007年，在經歷長期的傷痛史後，無法進入先發輪值的伍德接受小熊的合約，將以後援投手的身分出發。他試著達到規定的投球日程表及內容。但他因肩膀疼痛而進入15天傷兵名單，之後又再度移至60天傷兵名單。他5月21日開始傳接球。第一次復健賽中，他三振掉他所面對的三名打者。7月24日，他在1A皮歐利亞酋長投了一局，用了9球。之後在7月26日及27日連續兩天出賽，快速球球速可達92-94英哩，並且沒有出現任何不適。
小熊在8月3日將伍德移出60天傷兵名單，讓許多人相信他將會在這一天回到場上。但在第七局，總教練盧·皮涅拉決定讓Bob Howry上場，但大多數球迷都以為是伍德要回到場上，紛紛起立歡呼，之後才發現他們認錯人了。皮涅拉稍後表示他希望讓伍德有個「softer landing」，換句話說，他希望在球隊領先對手一段差距時讓伍德回到場上。伍德在8月5日重新站上投手丘，當時小熊4分落後紐約大都會。他投了一局，被擊出一支安打，送出一次三振。皮涅拉稱讚他的表現，表示「他投的非常好」、「變化球有一定水準，球速如同我們預期的，達到93-94英哩。」之後，他共出賽了22場，獲得1勝1敗，防禦率3.33。
球隊限制他每場只投一局，也不讓他連兩天上場。不過9月15日的兩場比賽，總教練皮涅拉都讓伍德出賽。伍德在9月後半為球隊貢獻1勝8中繼，幫助小熊登上國聯中區冠軍寶座。伍德在2007年11月11日成為自由球員，但他仍希望2008年能繼續穿上細條紋球衣。因此，他拒絕了其他隊所提出的複數年合約，接受小熊1年420萬美元的合約。
在Ryan Dempster移至先發後，伍德、Bob Howry和Carlos Marmol一同競爭空出的終結者角色。最後，在春訓防禦率2.84的伍德成為新任終結者。2008年4月3日，伍德面對釀酒人拿下生涯第一次救援成功。之後，他在39次救援機會中34次救援成功，投出82次三振，WHIP值1.12。季中，他被選為2008年明星賽後援投手。
2008年7月24日，他因右手食指起水泡而進入15天傷兵名單。2008年8月5日，他再度回到場上，面對休士頓太空人主投一局沒有失分。
2008年11月13日，小熊在得到佛羅里達馬林魚終結者凱文·葛瑞格後，球團經理Jim Hendry宣布球團沒有計畫簽下凱瑞·伍德。伍德之前曾向球隊提出複數年合約，但被球隊以財務因素擱置。伍德表示他希望能繼續為小熊效力，也希望能繼續投球。

### 克里夫蘭印地安人
2008年10月13日，伍德與克里夫蘭印地安人簽下兩年合約。

### 紐約洋基
2010年7月31日，紐約洋基與克里夫蘭印地安人交易伍德。

### 芝加哥小熊
2010年12月17日，伍德與老東家芝加哥小熊簽1年150萬美元的合約。2012年5月18日宣佈退休，19日出戰白襪隊面對唯一打者Dayan Viciedo，以用三振畫下完美句點。

### 大聯盟紀錄
- 單場九局最多三振：20次，於1998年5月6日（與羅傑·克萊門斯、藍迪·強森、麥斯·薛澤並列）

## 私人生活
伍德與妻子 Sarah 育有一子 Justin Dean （出生於2006年）。他也是珍珠果醬主唱Eddie Vedder的好友。

## 外部連結
- 球員資訊和成績在MLB ，ESPN ，Retrosheet ，Baseball Reference ，Baseball Reference (Minors) ，Fangraphs ，The Baseball Cube （英文）

| 前任： 史考特·羅倫 | 國聯年度最佳新人 1998年 | 繼任： Scott Williamson |

| 前任： 藍迪·強森 | 國聯三振王 2003年 | 繼任： 藍迪·強森 |